# Piotr Ugriúmov
Piotr Ugrumov (en letón: Pēteris Ugrjumovs, en ruso: Пётр Сергеевич Угрюмов) (nacido el 21 de enero de 1961 en Riga, Letonia, entonces URSS) es considerado el mejor ciclista letón de la historia, profesional entre los años 1988 y 1999. 
Llegó tarde al ciclismo profesional, en 1988, a los 27 años, junto a toda una hornada de ciclistas soviéticos de gran calidad (Dmitri Konyshev, Andréi Chmil, Vladímir Pulnikov,...). Pertenece a una generación irrepetible de corredores, antiguamente pertenecientes al ejército soviético (Ugrumov ostenta el rango de teniente), y que fueron entrenados bajo la guía del exigente y polémico Aleksandr Kuznetsov. 
Corredor muy equilibrado, fue, para muchos, el rival más duro de Miguel Induráin durante el Giro de Italia 1993 y el Tour de Francia 1994, rondas en las cuales terminó en segunda posición, con una victoria de etapa en el Giro y dos en el Tour. Piotr Ugrumov ganaría esas dos etapas de manera consecutiva, una terminando en Cluses tras una larga escapada en solitario y otra en la que recortara más de tres minutos a Induráin en la cronoescalada a Morzine-Avoriaz. A punto estuvo de ganar tres etapas seguidas, pero Nelson 'Cacaíto' Rodríguez le arrebataría el triunfo al esprint en la cima de Val-Thorens, una jornada en la que estos dos corredores dejaron fuera de control de llegada a más de un centenar de ciclistas que tuvieron que ser repescados por la organización del Tour de Francia. Ugrumov ha sido el único corredor en finalizar una gran vuelta ganada por Miguel Induráin a menos de un minuto en la clasificación general (Giro '93). 
En 1995 terminó tercero en el Giro, por detrás del vencedor, Tony Rominger, y el ruso Yevgueni Berzin, ganador de la prueba el año anterior.

## Santuario de Oropa '93
La penúltima etapa del Giro de Italia 1993 terminó en una subida inédita hasta el momento al Santuario de Oropa. Ese día vio cómo, por primera vez desde 1991 el segundo clasificado de una gran vuelta dejaba a Induráin de rueda en ataques de alta montaña. Dicha hazaña supuso la redacción del artículo: "Ugrumov, un torpedo contra Induráin", en la publicación Ciclismo a Fondo de la época. De hecho, es algo que solo volvería a repetirse dos veces, en el Giro del siguiente año en el Valico de Santa Cristina y en el Tour '96 en el puerto de Les Arcs, momento en el que el gran Induráin dejaría de reinar en la ronda gala. Curiosamente, fueron las escaramuzas de Piotr Ugriumov las que supusieron la escapada del grupo cabecero en la etapa que finalizaría en Pamplona aquel año. La subida a Oropa y el duelo encarnizado entre Ugriumov-Induráin permanece en las retinas de los telespectadores como una gesta irrepetible y posiblemente infravalorada hasta la fecha. Ugriumov —perteneciente al equipo Mecair-Ballan— vería cómo su escuadra no era invitada a la 'Grande Boucle', eliminando así uno de los grandes rivales de Induráin para ese año. El coequipier de Ugriumov en Mecair y coresponsable de lo acontecido en Oropa, Moreno Argentin, pudo disputar el Tour tras ser traspasado al equipo Ariostea durante esa carrera.

## Año '96
El Giro del año 1996 se perfilaba como la última gran ocasión para un ciclista de 35 años de ganar la ronda transalpina. Sin embargo, la mala suerte se cebó con Ugriumov, quien vio cómo en la penúltima etapa perdía su escalón del podio en favor de Abraham Olano por tres segundos. Esa etapa se subía el Mortirolo, y, tras marcharse Gotti y Tonkov (dos ciclistas posteriormente acusados de dopaje) Ugriumov permaneció en una posición intermedia junto al italiano Enrico Zaina, quien se negó a dar relevos al corredor de Riga. Olano, gran llaneador, vería cómo su colaboración con Stefano Faustini rendiría fruto y conseguiría así —y gracias a la negativa de Zaina— el tercer puesto en la clasificación general. Ese mismo año Luc Leblanc conseguiría quedar por delante de Ugriumov en la ronda gala por un solo segundo, algo que caló hondo en el ciclista nacionalizado ruso quien hiciera famoso el lema de "no hay corredores buenos ni malos, tan sólo diferentes metas".

## Bicicletas y equipación
Ugriúmov utilizó una bicicleta marca 'Rossin' con grupo Shimano Dura-Ace durante el año '93. En 1994 y, con su entrada en Gewiss-Ballan pasaron a utilizar bicicletas De Rosa con cuadro en titanio y componentes Campagnolo Record. En 1995 la firma italiana Bianchi suministró cuadros 110.º aniversario en titanio con tecnología Ancotech, montando también Campagnolo Record. Cabe destacar el hecho de que en las etapas de alta montaña Ugriumov desechara la opción de utilizar desviadores en las manetas, abogando por las tradicionales palancas en el cuadro, algo criticado por muchos por estar considerado obsoleto. En el año 1996 Ugriumov pasó a Roslotto y montan bicicletas Fondriest con una de las decoraciones más estilizadas que se recuerdan. Siguen montando Campagnolo Record. El año 1997 no vería variaciones en sus marcas. En 1998, ya con un inevitable bajón de rendimiento, Ugriúmov volvería a Shimano.

## Palmarés

### Palmarés amateur
| 1982 - 3.º del Campeonato de la URSS en ruta Amateur 1984 - Girobio - Prólogo de la Carrera de la Paz, Berlín - Prólogo del Tour del Porvenir, Valence d'Agen | 1986 - Trofeo Joaquim Agostinho - Campeonato de la URSS en Ruta amateur 1987 - Circuito de la Sarthe, más 1 etapa - 3.º en el Campeonato de la URSS en Ruta amateur 1988 - 3.º en el Girobio |

### Palmarés profesional
| 1989 - Memorial Nencini 1990 - Trofeo de los Escaladores - 2.º en el Campeonato de la URSS en Ruta 1991 - Vuelta a Asturias - Trofeo Luis Ocaña 1993 - Giro del Friuli - Euskal Bizikleta - 2.º del Giro de Italia, más 1 etapa | 1994 - Lamballe - Profronde van Stiphout - 2.º del Tour de Francia, más 2 etapas 1995 - 3.º del Giro de Italia 1998 - 2.º en el Campeonato de Rusia en Ruta |

## Resultados en Grandes Vueltas y Campeonato del Mundo
Durante su carrera deportiva ha conseguido los siguientes puestos en las Grandes Vueltas y en los Campeonatos del Mundo en carretera:
| Carrera         | 1989 | 1990  | 1991  | 1992  | 1993  | 1994  | 1995  | 1996  | 1997 | 1998 | 1999 |
| --------------- | ---- | ----- | ----- | ----- | ----- | ----- | ----- | ----- | ---- | ---- | ---- |
| Giro de Italia  | 16.º | '8.º' | -     | 20.º  | '2.º' | 24º   | '3.º' | '4.º' | Ab.  | 40.º | Ab.  |
| Tour de Francia | -    | 45.º  | -     | -     | -     | '2.º' | -     | '7.º' | -    | -    | -    |
| Vuelta a España | 35.º | -     | '8.º' | 18.º  | -     | -     | 22.º  | -     | -    | -    | -    |
| Mundial en Ruta | 18.º | 11.º  | 13.º  | '7.º' | 22.º  | '10º' | -     | -     | 25º  | Ab.  | Ab.  |

-: no participa

Ab.: abandono

## Equipos
- Alfa Lum (1989-1990)
- Seur (1991-1992)
- Mecair-Geras (1993)
- Gewiss-Ballan (1994-1995)
- Roslotto-ZG Mobili (1996-1997)
- Ballan (1998)
- Ballan-Alesio (1999)